# 金沙江断层带
金沙江断层带，简称金沙江带，是中国西部的一条巨型断层带。它西起昆仑山南麓，向东经过可可西里山脉的若拉岗日南，东接通天河谷，然后沿金沙江河谷折向东南方，直抵元江河谷，并在云南河口进入越南境内。
金沙江带开始形成于晚二叠世，中三叠世末期其南段首先完成碰撞，思茅-印度支那板块拼合到华南板块之上（华南板块在三叠纪晚期则拼合到欧亚板块之上），使这一段由碰撞带转化为走滑断层。以后，羌塘地块的北部向北移动，约在白垩纪早期碰撞到欧亚板块之上，从而使金沙江断层带的北段由碰撞带转化为逆掩断层。由于金沙江断层带的南段受到后来的构造运动的剧烈改造，而北段又位于藏北无人区，科考活动难于大规模进行，因此对于这一断层带的许多细节，目前还处在推测和争议之中。
金沙江带是三叠纪印支期的四条重要碰撞带之一（另外三条是澜沧江带、秦岭-大别山带和绍兴-十万大山带），在它们的共同作用下，古生代末期尚位于特提斯洋中的许多零散陆块陆续彼此碰撞，并向北拼合到欧亚板块之上，最终形成了完整的中国大陆（西藏大部除外）。
在地貌上，金沙江带的北段表现为昆仑山和可可西里山以南的一条东西向低地。西金乌兰湖和乌兰乌拉湖即位于这一低地内。其南段则形成金沙江河谷和元江河谷。